# 12 de novembre
El 12 de novembre o 12 de santandria és el tres-cents setzè dia de l'any del calendari gregorià i el tres-cents dissetè en els anys de traspàs. Queden 49 dies per finalitzar l'any.

## Esdeveniments
Països Catalans
- 1660, la Cerdanya: en compliment del tractat dels Pirineus signat el 7 de novembre de l'any anterior, el Regne de França ocupa el que ara és l'Alta Cerdanya i la vila de Llívia es converteix en un enclavament.
- 1891: primera de les quatre conferències de la campanya lingüística de L'Avenç, pronunciada per Massó i Torrents al CEC.[2]
- 1996, Barcelona: Àngels a Amèrica és la primera representació al nou Teatre Nacional de Catalunya.[3]
- 2004, Miravet, (la Ribera d'Ebre): els líders dels partits parlamentaris catalans s'hi reuneixen per preparar la redacció del nou Estatut de Catalunya.

Resta del món
- 954, Reims (Regne Franc Occidental)ː coronació de Lotari I, rei dels francs.[4]
- 1810, Villel (Comunitat de Terol, Aragó): l'exèrcit napoleònic va guanyar l'Acció de la Fuensanta durant la guerra del Francès i van saquejar el santuari.
- 1982, Moscou (URSS): Iuri Andrópov és escollit nou secretari general del PCUS.
- 1990, Kyoto (Japó)ː entronació de l'emperador Akihito.[5]
- 2014: Arribada de la sonda Philae al cometa 67P/Txuriúmov-Herassimenko des de la nau Rosetta.
- 2015, Beirut (Líban)ː Atemptat d'Estat Islàmic que causa 43 morts i més de 230 ferits.

## Naixements
Països Catalans
- 1776 - Barcelona: Eulàlia Ferrer, editora, llibretera, impressora i directora del Diario de Barcelona durant vint anys (m. 1841).[6]
- 1904 - Bordeus: Miriam Astruc, arqueòloga francesa, pionera en l'arqueologia feniciopúnica (m. 1963).[7]
- 1933 - Palma: Bartomeu Fiol i Móra, empresari i poeta mallorquí (m. 2011).
- 1936 - Manresa, Bages: Dolors Viladrich i Pascual, compositora de sardanes.[8]
- 1955 - Banyeres de Mariola, l'Alcoià: Vicent Berenguer, poeta i editor valencià.
- 1959 - Reus, Baix Camp: Ernest Benach i Pascual, polític català, militant d'ERC i president del Parlament de Catalunya (2003-10).
- 1967 - Barcelona: Gemma Sardà, escriptora, lingüista i traductora.
- 1969 - Mallorca: Maria Escalas i Bernat, escriptora i música mallorquina.

Resta del món
- 1651 - San Miguel Nepantla (Mèxic): Sor Juana Inés de la Cruz, religiosa jerònima i escriptora mexicana (m. 1695).[9]
- 1664 - París: Marie-Jeanne L'Héritier de Villandon, novel·lista francesa, poeta, autora de contes de fades, salonnière i editora de premsa (m. 1734).[10]
- 1666 - New Castel upon Tyne (Anglaterra): Mary Astell, escriptora, filòsofa i feminista (m. 1731).[11]
- 1746 - Estat de Minas Gerais (Brasil colonial): Tiradentes, líder independentista de la Inconfidência Mineira i Heroi de la Pàtria (m. 1792).[12]
- 1759 - Florència: Maria Petraccini, anatomista, metgessa i professora d'anatomia italiana, pionera de les pràctiques de la cura dels nounats i de les dones en el part (m. 1791).[13]
- 1815 - Johnstown: Elizabeth Cady Stanton, activista estatunidenca, abolicionista, impulsora del moviment feminista (m. 1902).[14]
- 1817 - Teheran, Iran: Bahà'u'llàh, religiós iranià, fundador de la Fe bahà'í.
- 1833 - Sant Petersburg (Rússia): Aleksandr Borodín, compositor i químic rus (m. 1887).[15]
- 1840 - París (França): Auguste Rodin, escultor francès (m. 1917).
- 1842 - Langford Grove (Anglaterra): John Strutt, físic anglès, Premi Nobel de Física 1904 (m. 1919).
- 1919 - Rümlang: Grete Kellenberger-Gujer, biòloga molecular suïssa (m. 2011).[16]
- 1923 -
  - Campsea Ashe, Suffolk, Anglaterra: Ian Graham, és un explorador i maianista britànic.
  - Avilés: Julia Rodríguez-Maribona, infermera, inventora del pal de fregar, juntament amb la seva mare, Julia Montoussé Fargues.[17]
- 1929
  - Filadèlfia (Pennsilvània, EUA): Grace Kelly, actriu de cinema estatunidenca i princesa consort de Mònaco.[18]
  - Garmisch-Partenkirchen (Alemanya): Michael Ende, escriptor alemany de literatura fantàstica i infantil (m. 1995).
- 1934 - Cincinnati, Ohio, EUA: Charles Manson, assassí en sèrie.
- 1935 - Mèxic, Marietta Tuena, metge i bioquímica, investigadora emèrita del Sistema Nacional d'Investigadors de Mèxic.
- 1941 - Montevideo, Uruguai: Cristina Peri Rossi, escriptora, professora, traductora i periodista uruguaiana exiliada a Espanya.
- 1945 - 
  - Winnipeg (Canadà): Neil Young, músic canadenc.[19]
  - Beirut, Líban: Hanan al-Xaykh, escriptora libanesa que qüestiona els rols de la dona en l'estructura social de l'Orient Mitjà àrab.
- 1958 - Ciutat de Mèxic: Jeanette Macari Graniel, cantant mexicana.
- 1961 - Oneşti, Romania: Nadia Comăneci, gimnasta romanesa, la primera a assolir la màxima puntuació en una competició olímpica.[20]
- 1962 - San Francisco: Naomi Wolf, escriptora nord-americana i consultora política.
- 1963 - Tòquio (Japó): Susumu Terajima, actor de cinema.
- 1966 - Härnösand, Suècia: Anette Norberg, jugadora de cúrling sueca.[21]
- 1967 - Siena: Patrizia Ciofi, soprano italiana.
- 1975 - Tirana: Edvin Murati, futbolista albanès.
- 1982 - Brooklyn, Nova York, EUA: Anne Hathaway, actriu de cinema i teatre estatunidenca, guanyadora dels Oscar i els Globus d'Or.

## Necrològiques
Països Catalans
- 1983 - Barcelona: Joan Sales, escriptor, traductor i editor català, autor d'Incerta glòria (n. 1912).
- 1997 - New Haven, Estats Units d'Amèrica: Carles Suriñach i Wrokona, compositor català naturalitzat estatunidenc (n. 1915).

Resta del món
- 607 - Roma (Imperi Romà d'Orient)ː Bonifaci III, papa. Havia estat entronat el febrer del mateix any (n. c. 540).[22]

- 1787 - Oneglia: Maria Pellegrina Amoretti, jurista, doctora en lleis, tercera dona a llicenciar-se a Itàlia (n. 1756).[23]
- 1956 - París (França): Juan Negrín, polític i metge espanyol, president de la Segona República Espanyola (n. 1892).
- 1912 - Madrid: José Canalejas, president del Consell de Ministres i líder del Partit Liberal.
- 1978 - Ginebra: Henriette Ith-Wille, una esperantista i pacifista suïssa (n. 1885).[24]
- 1989 - Madrid (Espanya): Dolores Ibárruri Gómez, la Pasionaria, dirigent obrera espanyola (n. 1895).[25]
- 2011 - Madrid: María Jesús Valdés, actriu espanyola (n. 1927).[26]
- 2013 -
  - Petworth, Anglaterra: Mavis Batey, criptoanalista britànica a Bletchley Park durant la Segona Guerra Mundial (n. 1921).[27]
  - Dorset: John Tavener, compositor britànic (n. 1944).[28]

## Festes i commemoracions
- Santoral: sants Emilià de la Cogolla, anacoreta; Josafat Kuncewicz, bisbe i màrtir, fundador de l'Orde Basilià de Sant Josafat; Nil el Vell, abat; Dídac d'Alcalà, franciscà; beat Joan de la Pau, laic; Cristòfor de Portugal, cavaller màrtir. Beata Blanca de Nàpols (només en l'Orde de la Mercè).